# Léocadia
Leocadia ist ein Theaterstück von Jean Anouilh, erstellt im Théâtre de la Michodière (Paris) am  1. Dezember 1940. Es ist Bestandteil der Pièces roses zusammen mit Humulus le Muet (1932), Le Bal des voleurs (deutsch: Der Ball der Diebe) (1938) und Le Rendez-vous de Senlis (deutsch: Rendezvous von Senlis) (1941). Francis Poulenc komponierte für das Stück das Lied Les chemins de l'amour (deutsch: Wege der Liebe),  das von Yvonne Printemps gesungen wurde.

## Inhalt
Das Stück handelt von der Geschichte einer jungen, mittellosen Hutmacherin aus Paris und eines reichen Adeligen (Albert).
Nach einer Liebesromanze mit der Operndiva Leocadia, die drei Tage später tödlich verunglückt, ist Alberts Herz gebrochen. Um ihn zu trösten, engagiert seine Tante (Herzogin) die wichtigsten Personen, die während dieser drei Tage dauernden Romanze eine Rolle spielten, und lässt alles immer wieder gemeinsam mit dem Prinzen durchspielen. Dazu gehören u. a. Oberkellner, Taxichauffeur, Eisverkäufer, Kneipenwirt, Zigeunerorchester. Als Ersatz für die verstorbene Leocadia engagiert sie Amanda, die ihr täuschend ähnlich sieht.

## Aufführungen
Besetzung der Premierenvorstellung
- Yvonne Printemps: Amanda
- Pierre Fresnay: Der Prinz
- Marguerite Deval: Die Herzogin
- Victor Boucher: Der Oberkellner
- Paul Demange: Der Eisverkäufer
- Leon Larive: Der Taxifahrer / Der Herbergsvater
- Mercedes Brar: Die Garderobenfrau
- Henri-Richard: Hector
- Jacques Januar: Der Wildhüter
- Henry Gaultier: Der Oberkellner bei der Herzogin Sets
- Originalmusik: Francis Poulenc

Regie führte Victor Boucher (1877–1942), der langjährige Leiter des Théâtre de la Michodière. Leocadia ist das letzte Stück, das Boucher in seiner langen Bühnenkarriere inszeniert hat. Die Premiere war am 1. Dezember 1940, die letzte Vorstellung nach 173 Aufführungen am 27. April 1941.
1984 wurde das Stück an der Comédie des Champs-Élysées gespielt, mit Sabine Haudepin als Amanda und Lambert Wilson als Prinz.
Die Premiere war am 11. September 1984.
Die deutsche Erstaufführung fand am 29. Oktober 1950 auf den Städtischen Bühnen Frankfurt statt. 
1963 stand das Stück zum ersten Mal auf dem Spielplan des Wiener Theater in der Josefstadt in einer Inszenierung von Otto Schenk, mit Johanna von Koczian und Helmuth Lohner in den Hauptrollen. Am 9. Mai 1963 wurde die Inszenierung im ORF übertragen.
1976 inszenierte Boleslaw Barlog das Stück am selben Theater mit Eugen Stark als Prinz und Sylvia Manas als Amanda.
Patricia Moyes übersetzte das Stück unter dem Titel Time Remembered ins Englische. Das Stück wurde 1957 in London und am Broadway im Morosco Theatre mit Richard Burton und Helen Hayes in den Hauptrollen aufgeführt und erhielt 5 Nominierungen für den Tony Award, den Helen Hayes gewann.